# Palacio de Lecumberri

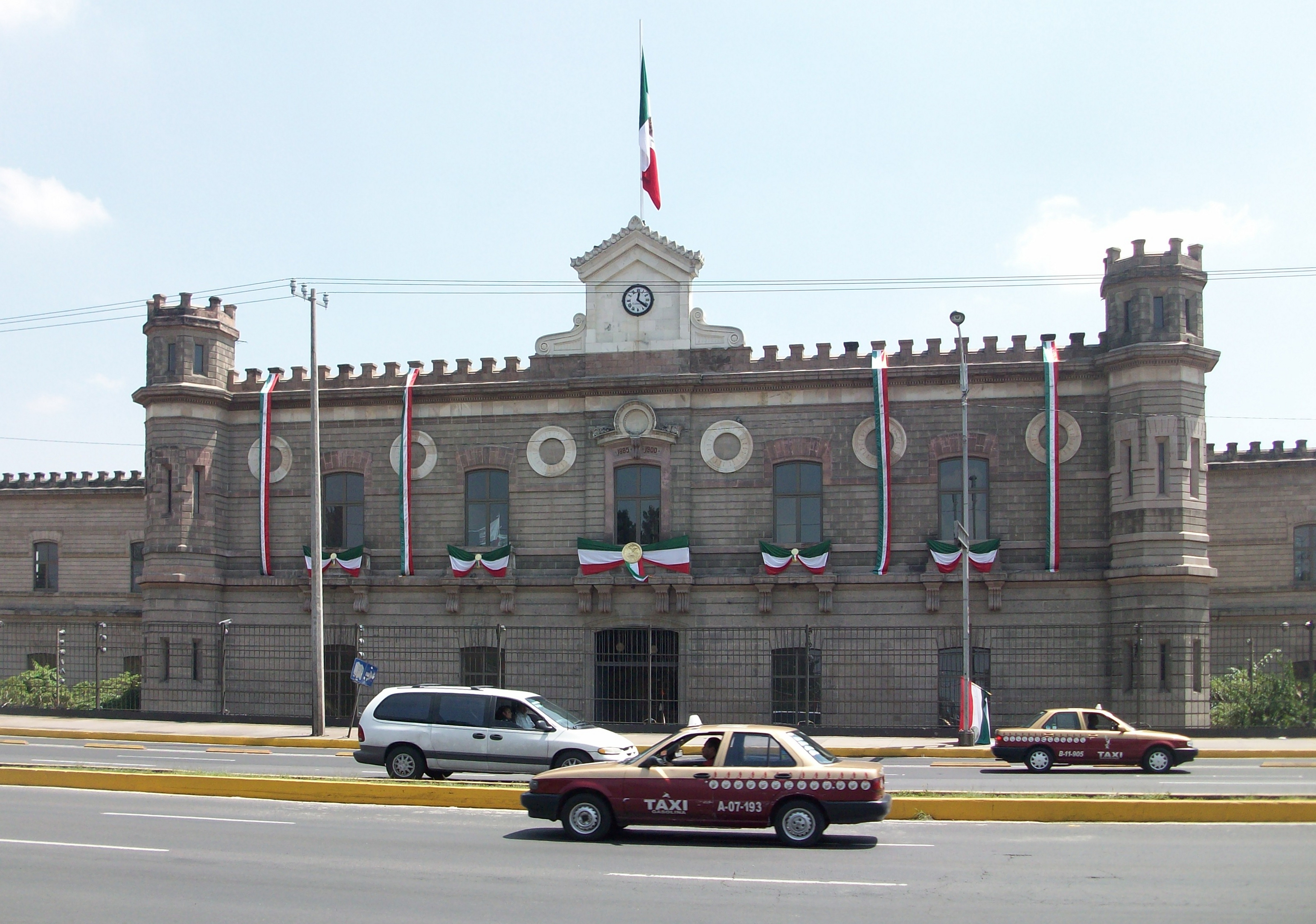
Palacio de Lecumberri

Der Palacio de Lecumberri ist ein Gebäude in der Colonia Penitenciaría Ampliación im Bezirk Venustiano Carranza von Mexiko-Stadt. Es wurde zwischen 1885 und 1900 als Gefängnis errichtet und hatte diese Funktion bis 1976 inne. Das Gefängnis wurde in dieser Zeit auch „Palacio Negro“ (Schwarzer Palast) genannt. Heute beinhaltet das Gebäude das Nationalarchiv mit den wichtigsten Unterlagen zur Geschichte Mexikos. Der Name des Gebäudes wurde von einer benachbarten Straße übernommen, die nach einem früheren Grundstückseigentümer benannt war. In seiner mehr als 75-jährigen Gefängnisgeschichte gelangen nur zwei oder drei Fluchtversuche, in die zudem Teile des Wachpersonals involviert waren.

## Geschichte
Weil das Gefängnis von Belén nicht mehr ausreichend war für die mexikanische Hauptstadt, die im späten 19. Jahrhundert bereits rund eine halbe Million Einwohner zählte, wurde 1885 auf dem damals noch am Stadtrand gelegenen Gelände von San Lázaro mit dem Bau eines neuen Gefängnisses begonnen, das eine Bauzeit von 15 Jahren hatte und 2,5 Millionen Pesos kostete. Es wurde am 29. September 1900 vom langjährigen mexikanischen Präsidenten Porfirio Díaz eröffnet und galt in seiner Anfangszeit als das modernste Gefängnis Lateinamerikas. Doch es dauerte nicht lange, bis die Anstalt in Verruf geriet und den negativ besetzten Spitznamen „Schwarzer Palast“ erhielt. Die Verurteilungen – besonders zur Zeit der Porfirianischen Diktatur – waren oft rein willkürlich und erreichten den Gipfel der Ungerechtigkeit, als auf Befehl des Generals Victoriano Huerta am 22. Februar 1913 im rückwärtigen Teil des Gefängnisses der damalige Präsident Francisco Madero und sein Vizepräsident José María Pino Suárez erschossen wurden.
Aber auch die Haftbedingungen wurden zunehmend unmenschlicher. Obwohl das Gefängnis für 740 Häftlinge konzipiert war, befanden sich in den letzten Jahren seines Bestehens regelmäßig zwischen 3.000 und 5.000 Häftlinge darin. Der gefürchtetste Bereich trug den Namen „El Apando“, ein übel riechendes Loch mit Kot und Ungeziefer gefüllt. Dort wurden Gefangene für mehrere Tage oder Wochen in kleinen Zellen inhaftiert, ohne Licht, Lüftung, Bad und mit nur minimaler Nahrungsversorgung. Zudem waren Teile des Personals korrupt und nicht selten auch Gefangenen gegenüber gewalttätig.

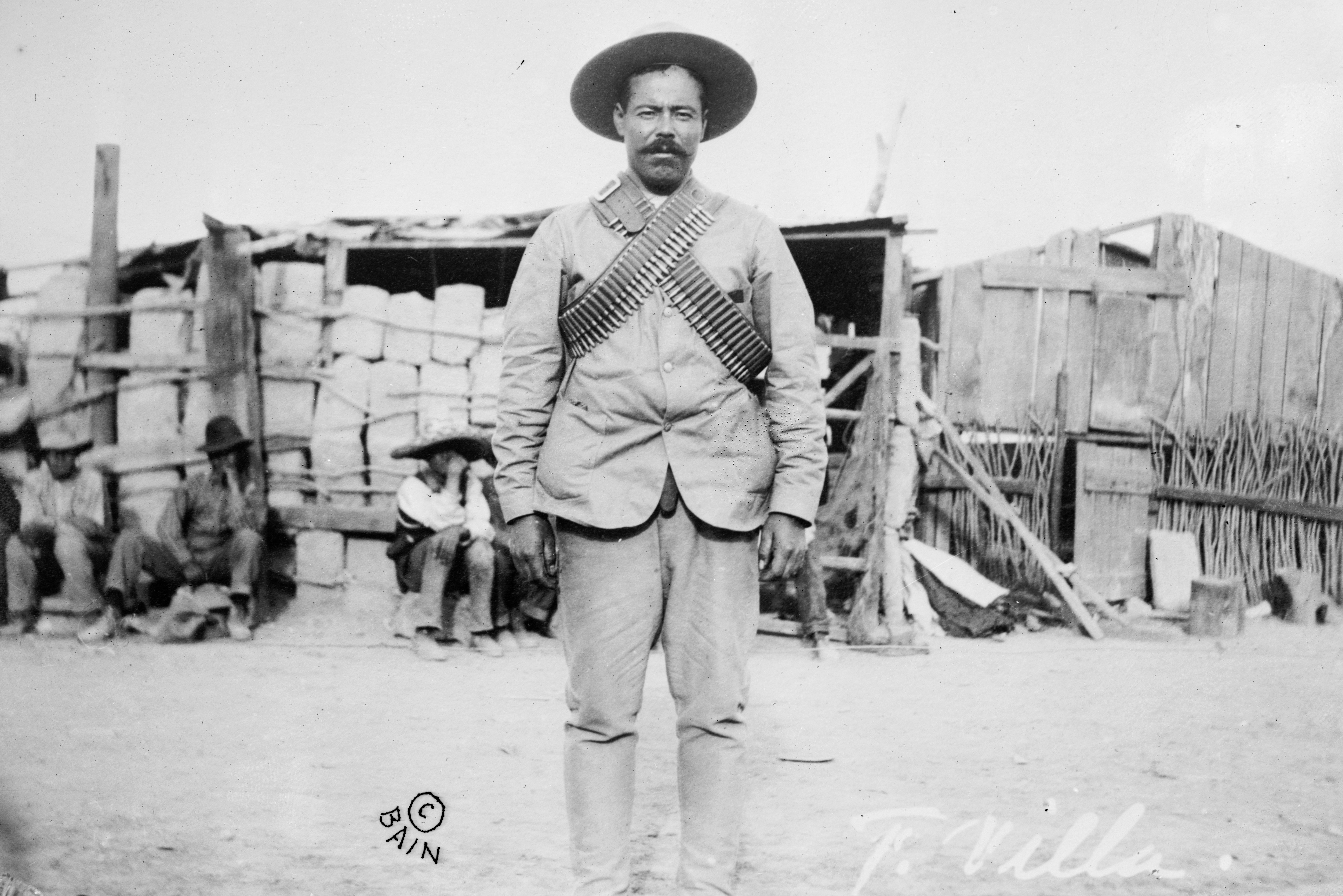
Bis heute ist umstritten, ob Pancho Villa der Ausbruch aus dem Palacio de Lecumberri oder aus dem Gefängnis von Santiago Tlatelolco gelang.

Berühmte Gefangene im Palacio de Lecumberri waren der Maler David Alfaro Siqueiros, der Sänger und Komponist Alberto Aguilera Valadez, der Schriftsteller José Revueltas, der politische Aktivist Heberto Castillo, der Philosoph Elí de Gortari, der seit 1956 in Mexiko lebende kolumbianische Schriftsteller Álvaro Mutis sowie die radikalen Gewerkschaftsführer Demetrio Vallejo und Valentín Campa. Auch der Revolutionär Pancho Villa war im Palacio de Lecumberri inhaftiert. Die offizielle Anklage lautete auf Pferdediebstahl und eigentlich wollte General Huerta ihn erschießen lassen, doch Präsident Madero gewährte ihm einen Aufschub. Gemäß den Aufzeichnungen des mexikanischen Nationalarchivs war Pancho Villa der erste (und bis in die 1970er Jahre einzige!) Gefangene, dem die Flucht aus Lecumberri gelang. Doch diese Überlieferung ist nicht unumstritten, denn es gibt auch Berichte, denen zufolge Villa vor seiner Flucht in das Gefängnis von Santiago Tlatelolco verlegt wurde und er von dort entkommen sei.
Nach offizieller Lesart war der US-Amerikaner Dwight Worker erst der zweite (und vielleicht tatsächlich auch der erste?) Mensch, dem nach 75-jährigem Bestehen des Gefängnisses Lecumberri am 17. Dezember 1975 der Ausbruch gelang. Worker kam am 8. Dezember 1973 nach seiner Verurteilung wegen Drogenschmuggels nach Lecumberri und entkam zwei Jahre später als Frau verkleidet. Seine Frau Barbara hatte ihm die Utensilien hierfür in das Gefängnis geschmuggelt, doch darf davon ausgegangen werden, dass ein Teil des Personals in die Flucht verwickelt war. Jedenfalls wurden bald darauf 15 Wärter wegen Beihilfe zur Flucht verurteilt.
Wenige Monate später kam es noch einmal zu einem erfolgreichen Ausbruch, als die Gefangenen Alberto Sicilia, José Gossi, Luis Antonio Bravo und Alberto Hernández der Zelle 29 aus Block L im April 1976 einen Tunnel gruben, durch den sie entkamen. Drei von ihnen wurden bereits in den ersten Tagen gefasst, doch auch dieser Fall weckte den Verdacht der Mithilfe durch Teile des Gefängnispersonals und der Verquickung des organisierten Drogenhandels mit den mexikanischen Behörden. Die Flucht durch den 40 Meter langen Tunnel geriet in der Öffentlichkeit noch mehr in Verruf, als die Presse am 30. April 1976 berichtete, dass Sicilia den Leiter des Wachpersonals vom Zellentrakt L mit 2,5 Millionen Pesos bestochen habe.
Mit Präsidentenerlass vom 26. Mai 1977 wurde die Umwandlung des Gefängnisses zum Nationalarchiv (Archivo General de la Nación, kurz AGN) beschlossen, das nach fünfjährigen Umbaumaßnahmen am 27. August 1982 eröffnet wurde.
Das Nationalarchiv beherbergt unter anderem eine Sammlung von indigenen Kolonialkarten, die 2011 als UNESCO-Welterbe ausgezeichnet wurden.